# African Movie Academy Award
Die African Movie Academy Awards, auch AMAA Awards genannt, sind jährlich vergebene Preisauszeichnungen für afrikanische Filme. Sie werden verliehen, um Bestleistungen in der afrikanischen Filmindustrie zu ehren und zu fördern und um den afrikanischen Kontinent durch Kunst und Kultur zu vereinigen. Prominente afrikanische Politiker, Journalisten, Medienfachleute und Schauspieler aus Afrika und Hollywood nehmen an der Auszeichnungspräsentation teil.
Die erste AMAA Preisverleihung fand am 30. März 2005 in Yenagoa, Bayelsa, Nigeria statt. Alle weiteren AMAA Awards fanden ebenso in Bayelsa, Nigeria statt. 2008 jedoch mussten die Awards aus Sicherheitsgründen nach Abuja, der Hauptstadt Nigerias, verlegt werden.